# Vondellaan (Utrecht)
De Vondellaan is een straat in de Nederlandse stad Utrecht. De Vondellaan loopt van de Balijelaan, Croeselaan en de Croesestraat naar de Vondelbrug (over de Vaartsche Rijn), met daarachter de Baden-Powellweg en de Helling. Zijstraten van de Vondellaan zijn de Da Costakade, Willem Sluyterstraat, Raadwijk, Jacob Westerbaenstraat, Kruisvaartbrug (met daarachter de Bleekstraat), Jutfaseweg en de Westerkade (via een spoorwegviaduct, vernieuwd in 2013). Parallel aan de Vondellaan loopt de Kruisvaart vanaf de Raadwijk tot aan de Baden-Powellweg. Ook loopt de spoorlijn van Arnhem en 's-Hertogenbosch naar Utrecht Centraal parallel aan dit gedeelte van de Vondellaan en de sneltram (de Uithoflijn) naar de universiteitscampus De Uithof. De Vondellaan is ongeveer 480 meter lang. De straat is vernoemd naar de Nederlandse dichter en toneelschrijver Joost van den Vondel.

## Geschiedenis
De gehele omgeving van de Vondellaan onderging tot aan 2016 een complete verandering door de komst van het nieuwe station Utrecht Vaartsche Rijn en de spoorverdubbeling. De oude Kruisvaartbrug over de Kruisvaart die in 1936 werd gebouwd, werd vervangen voor een nieuwe brug onder dezelfde naam. Zo zijn er ook een aantal nieuwe straten bijgekomen die op de Vondellaan uitkomen (Jacob Westerbaenstraat en de Willem Sluyterstraat).
Ooit zat aan de Vondellaan 2 een MTS dat werd later een HTS, momenteel  is het een bedrijfsverzamelgebouw onder de naam "Vondelparc". Maar tot 1932 droeg deze straat nog de naam van de Croeselaan en was het huisnummer 325. En op de hoek van de Croesestraat en de Vondellaan 32 zat de voormalige Dr. De Visserschool, waar badmintonvereniging DVS-Koto Misi uit is voortgekomen. In het geheel nieuwe gebouw wat ervoor in de plaats is gekomen zit thans de Open Universiteit (op de 1e verdieping) en ernaast is een Albert Heijn gekomen. Ook bevindt zich aan de Vondellaan 178 het Grafisch Lyceum Utrecht en op nummer 174 het ROC Midden Nederland. De Vondellaan is door de jaren heen een straat geweest met vele studiemogelijkheden. Ook verkeerstechnisch is er het een en ander veranderd, zo zat er aan de kant van de Balijelaan, Croesestraat en de Croeselaan ooit een rotonde.
Ook zat er vroeger aan de Vondellaan 24A het Laboratorium voor Fysiologische Chemie van de Faculteit Geneeskunde van de Rijksuniversiteit Utrecht. En stond er aan de Vondellaan het huis "Raadwijk" met er voor de voormalige Moesgracht. Deze 18e-eeuwse villa met bijgebouwen werd in de 19e eeuw bewoond door Simon Hendrik Rose
```
(1769-1823), oud-resident van 
Cheribon
 en vader van 
Willem Nicolaas Rose
, stadsbouwmeester van Rotterdam. Zijn weduwe  dreef een tegelbakkerij op Raadwijk. Daarna diende het huis als kostschool voor jongeheren en weer als woonhuis voor Dirk Hubertus Braakman, bedrijfsleider van de meubelfabriek 
UMS
.
[
9
]
 Aan dit huis dankt een zijstraat van de Vondellaan zijn naam. Thans zit er aan de Vondellaan nog een aantal winkels.
```

## Trivia
- Vroeger bevond zich aan de Vondellaan de monumentale Jeremiebrug, deze is vervangen voor een nieuwe brug. De oude Jeremiebrug zelf is verhuisd naar Leidsche Rijn ter overspanning van de Vikingrijn.
- In Utrecht was er ook ooit een Vondelkade (deze zat tussen de Jacob Catsstraat en de Roemer Visscherkade). De straatnaam werd in 1932 gewijzigd in Croeselaan.[10]
- Aan de Vondellaan 35 zat ook ooit een filiaal van de Nutsspaarbank, hier vond op 7 augustus 1968 een overval plaats.[11]
- In 1923 zat er aan de Croeselaan 303B de voormalige Gemeentelijke Fröbelschool, de naam van de school werd in 1929 gewijzigd in Van de Palmschool. Het adres is in 1932 veranderd in Vondellaan 30.[12]

## Fotogalerij

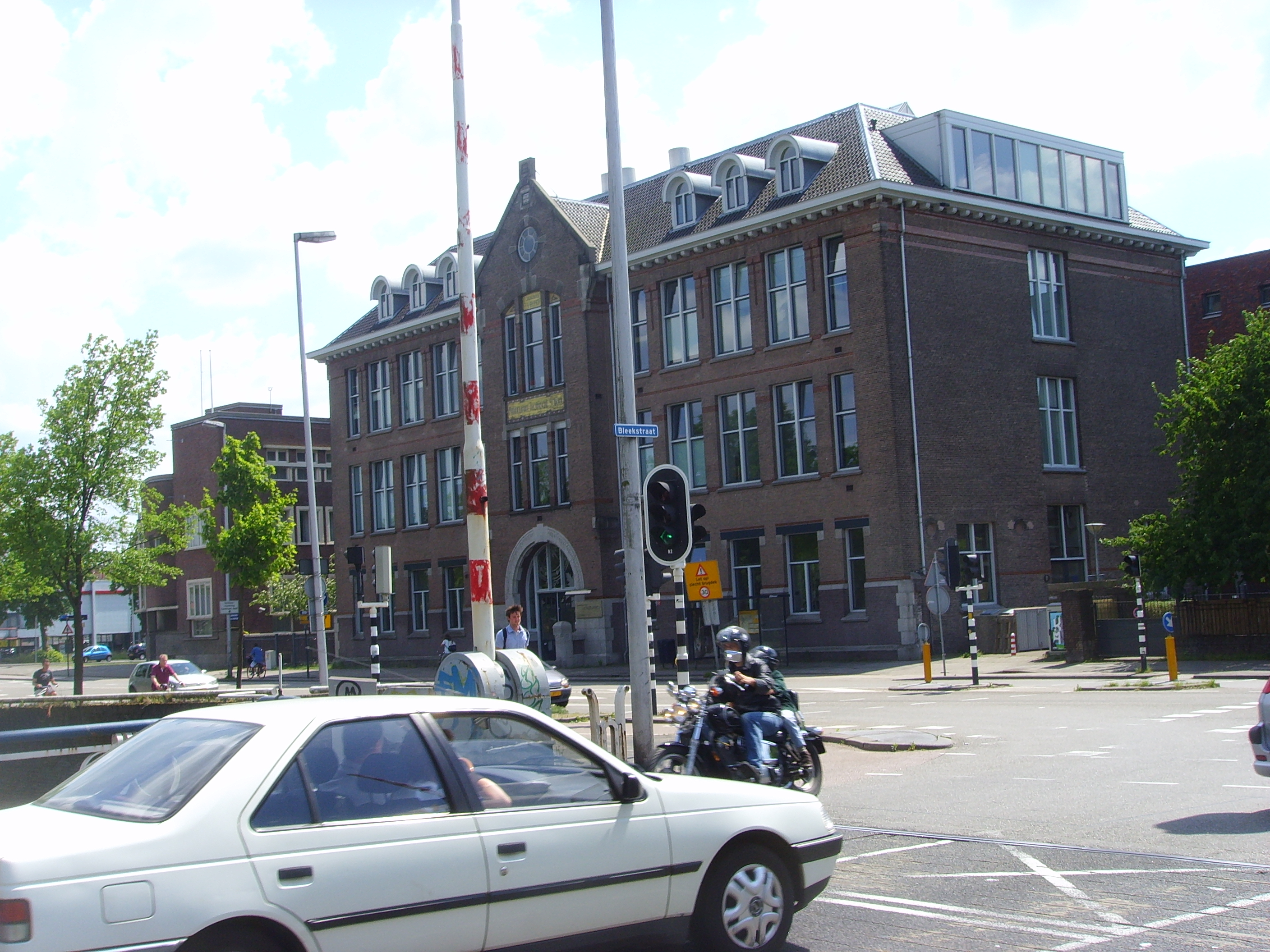
Bedrijfsverzamelgebouw "Vondelparc" (voormalige MTS later de HTS) aan de Vondellaan 2
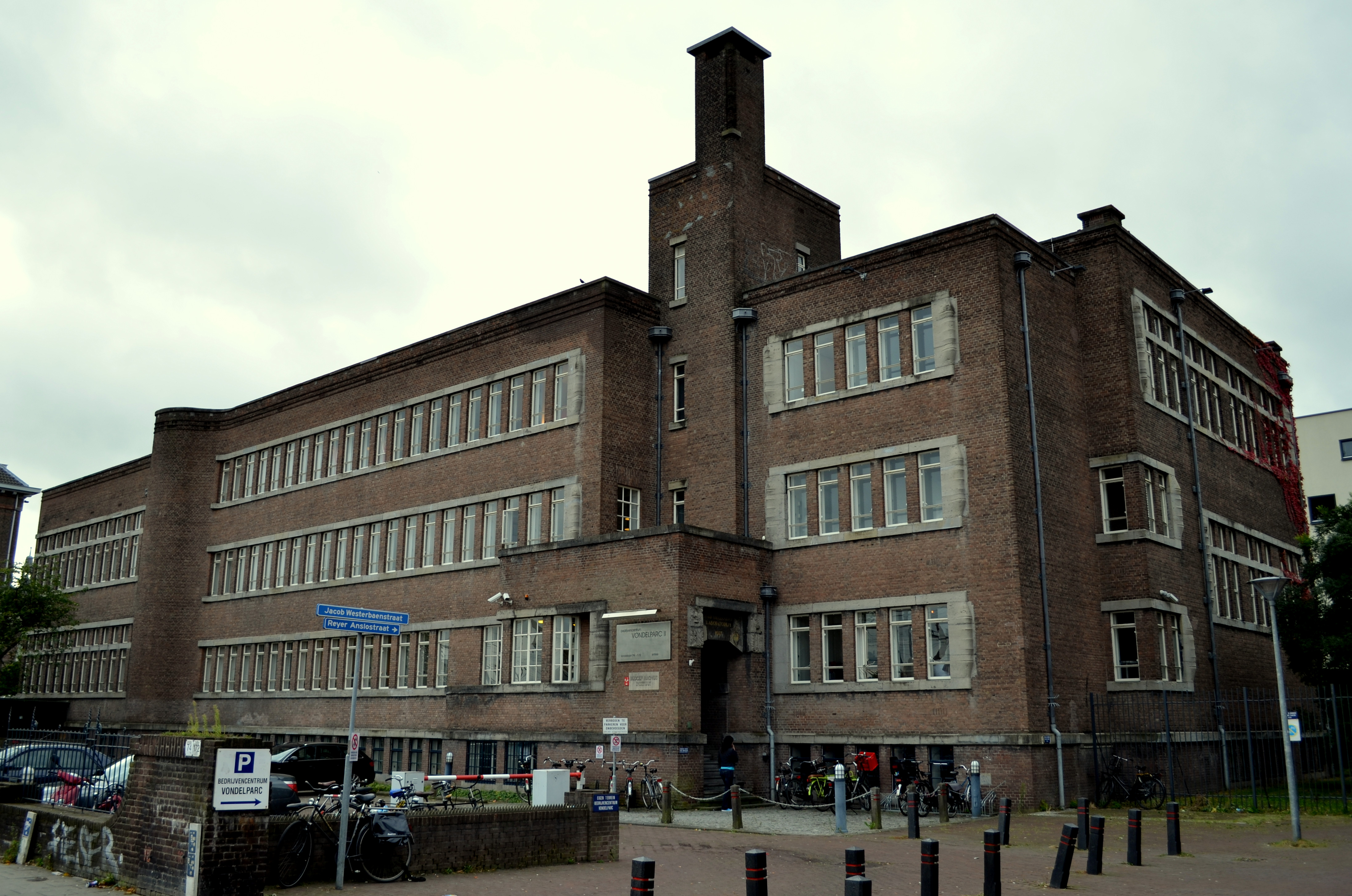
Rudolf Magnus Instituut aan de Vondellaan 6 (rijksmonument)
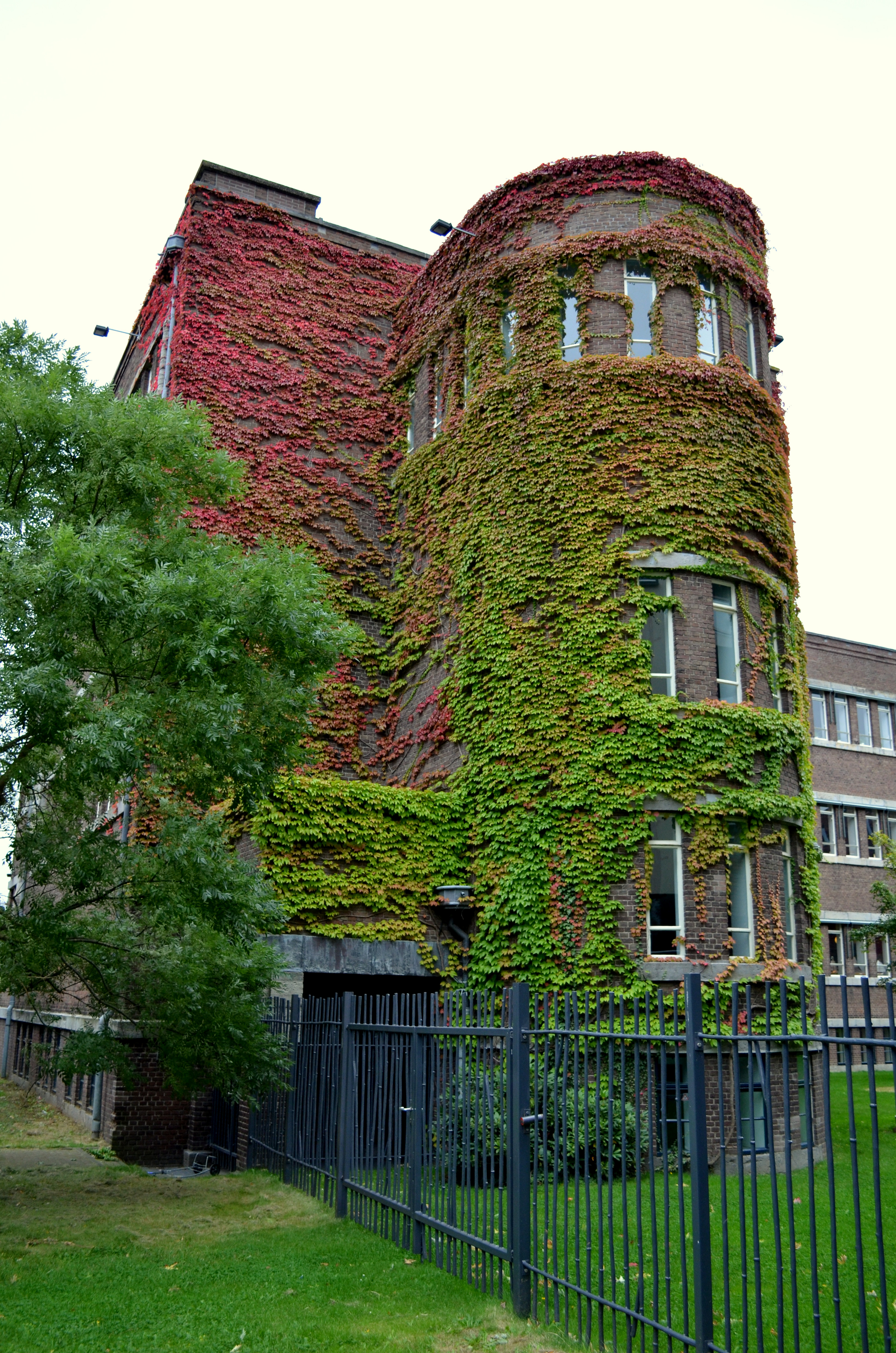
Rudolf Magnus Instituut - achterzijde
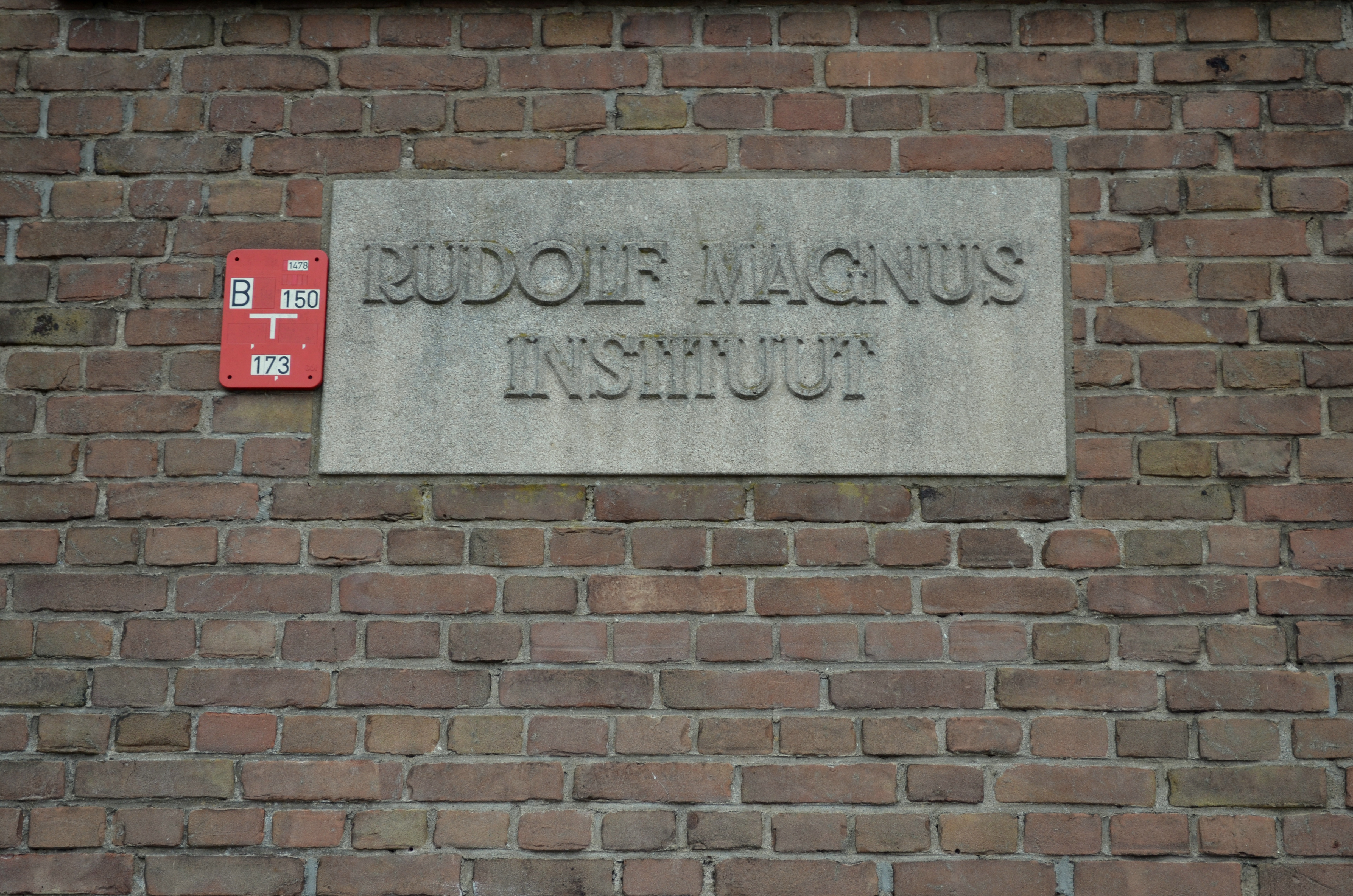
Rudolf Magnus Instituut - gevelsteen (Instituut voor Farmacologie)
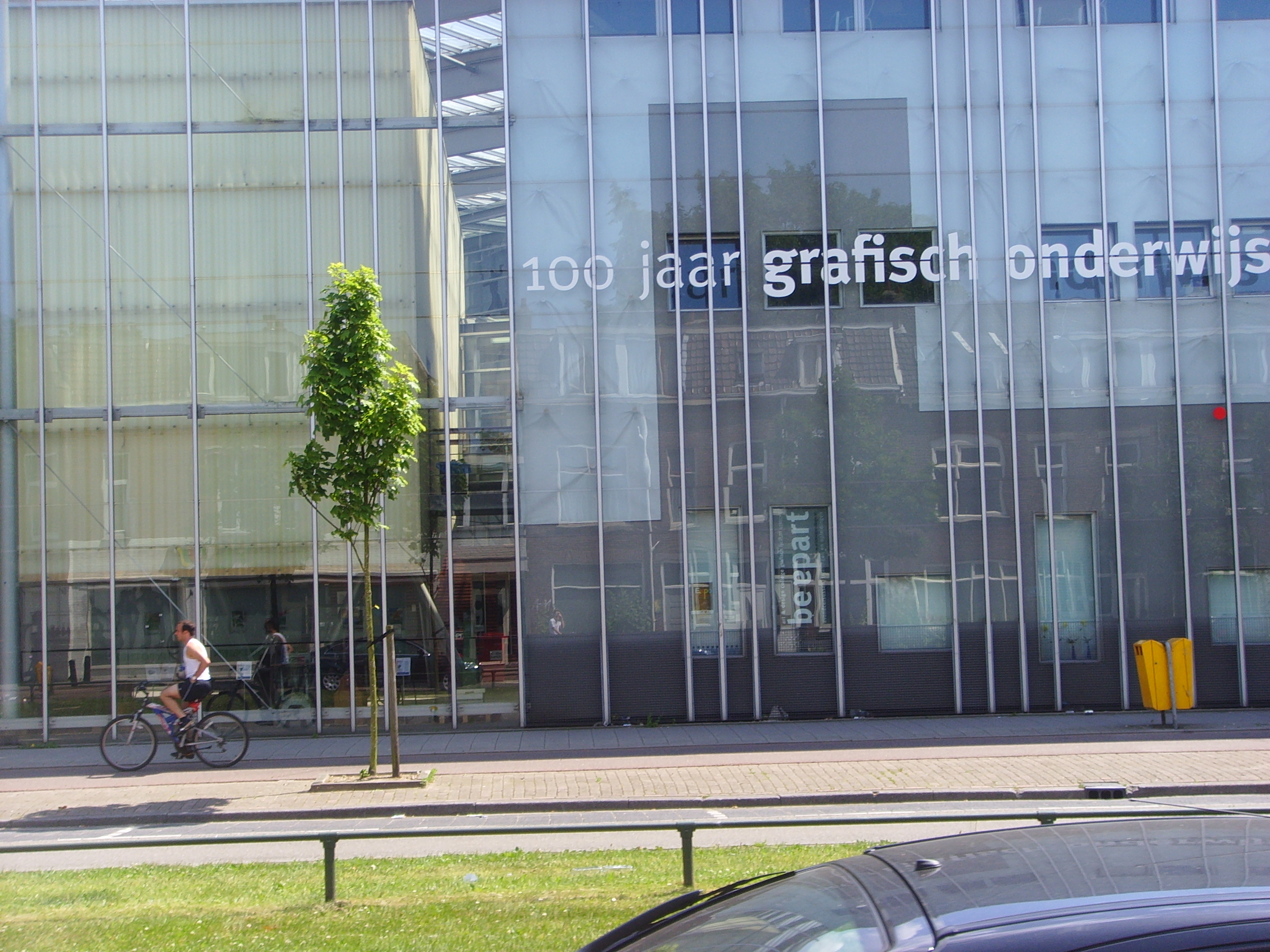
Grafisch Lyceum Utrecht aan de Vondellaan 174
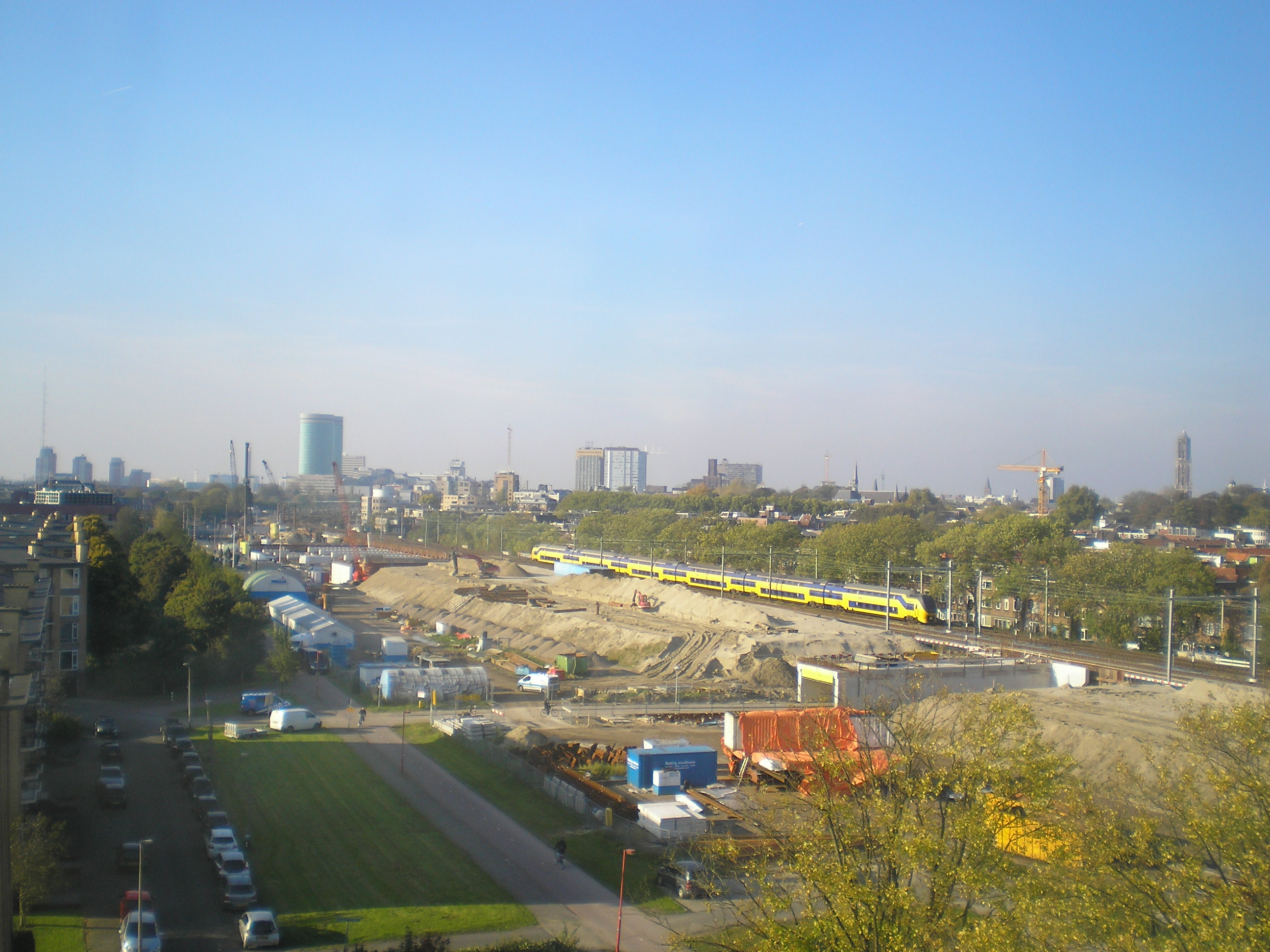
Aanleg station Utrecht Vaartsche Rijn aan de Vondellaan